# Francesco Antonio Soria
Francesco Antonio Soria ou Francescantonio Soria (né 1730 / 1736 env  et mort 1792 / 1799 env)  est un érudit et biographe italien du XVIIIe siècle.

## Biographie
Né vers l’année 1730, à Massa di Novi, dans le royaume de Naples, Soria embrassa l’état ecclésiastique, après avoir achevé ses études à l’université de Naples. Signorelli, qui avoue avoir beaucoup profité des travaux de Soria, ne donne presque pas de renseignements sur sa personne. Il écrivait pourtant à une époque rapprochée de la mort de cet historien, qui vivait encore en 1797.

## Œuvres
- (it) Memorie storico-critiche degli storici napolitani, Naples, 1781-1782, 2 vol. in-4°, contient environ deux cent soixante-dix historiens nationaux et étrangers, outre cent cinquante-sept articles relatifs aux auteurs qui ont écrit sur le Vésuve ou sur les antiquités d’Herculanum.
- (it)Lettere ad un amico, Naples, 1797, in-8°. L’auteur passe en revue une partie des ouvrages de Papenbroeck, de Sigonius, de Baillet, de Muratori, de Baronio, de Struve.
- (it) Storia del regno di Maometto II, traduit du français de Georges Guillet de Saint-George[1].